# Morris Halle
Morris Halle, geboren als Moriss Pinkovics (Liepāja (Letland), 23 juli 1923 – Cambridge (Massachusetts), 2 april 2018), was een Amerikaans taalwetenschapper. Halle is vooral bekend geworden door het boek The Sound Pattern of English, dat hij in 1968 samen met Noam Chomsky schreef. In dit boek geven ze een beschrijving van de fonologie volgens de generatieve taalkunde.

## Biografie
Halle werd geboren in Letland. In 1940 vertrok hij met zijn familie naar de Verenigde Staten. Hij studeerde van 1941 tot 1943 techniek aan het City College van New York. Tussen 1943 en 1946 zat hij in het Amerikaanse leger. Hij behaalde zijn mastertitel in de taalwetenschap aan de Universiteit van Chicago in 1948. Daarna studeerde hij aan de Columbia-universiteit bij Roman Jakobson en in 1951 ging hij doceren aan het Massachusetts Institute of Technology. Hij promoveerde aan Harvard-universiteit in 1955 op de dissertatie The Russian Consonants: a Phonemic and Acoustical Investigation.
Halle werkte binnen de fonologie vooral aan modellen met een hiërarchische organisaties van de "features" (kenmerken) van spraakklanken. Samen met Chomsky paste hij de concepten van de generatieve taalkunde toe op de fonologie. Er werd een onderscheid gemaakt tussen de onderliggende, fonematische vorm van een woord of morfeem en de oppervlaktevorm, de fonetische vorm. Om van de onderliggende vorm naar de oppervlaktevorm te komen veronderstelde men een hiërarchie van fonologische regels. Daarnaast heeft Halle ook onderzoek op het gebied van klemtoon en op het gebied van de morfologie (taalkunde) gedaan.
In 1996 verliet hij het MIT om met pensioen te gaan.